# Nova Odessa (ort)
Nova Odessa är en ort i Brasilien.   Den ligger i kommunen Nova Odessa och delstaten São Paulo, i den sydöstra delen av landet, 800 km söder om huvudstaden Brasília. Nova Odessa ligger 569 meter över havet och antalet invånare är 49 432.
Terrängen runt Nova Odessa är platt. Runt Nova Odessa är det mycket tätbefolkat, med 2 431 invånare per kvadratkilometer.. Närmaste större samhälle är Americana, 5,6 km nordväst om Nova Odessa.
Runt Nova Odessa är det i huvudsak tätbebyggt.